# Ana Domingos

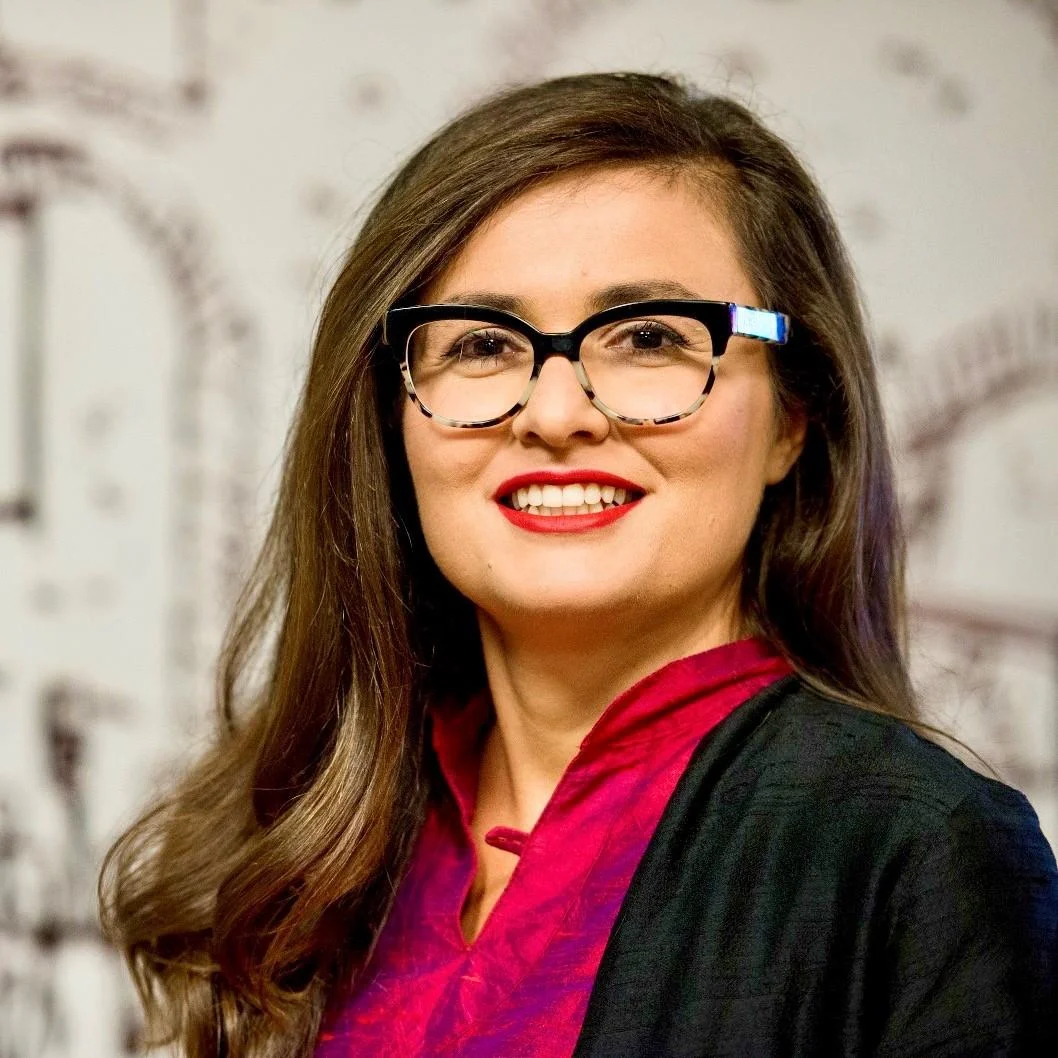
Ana Domingos

Ana I. Domingos é uma neurocientista portuguesa especializada na redução da obesidade independentemente da ingestão alimentar. Ela é Professora Associada de Neurociência no Departamento de Fisiologia, Anatomia e Genética da Universidade de Oxford, no Reino Unido, e também professora na Lady Margaret Hall, Oxford.

## Carreira
Entre 2006 e 2013, Domingos fez um pós-doutoramento com Jeffrey M. Friedman na Rockefeller University. Regressou então a Portugal para trabalhar no Laboratório de Obesidade do Instituto Gulbenkian de Ciência em Oeiras. Em 2018 ela mudou-se para Oxford, no Reino Unido, com um prémio de pesquisa do Howard Hughes Medical Institute, para trabalhar no Departamento de Fisiologia, Anatomia e Genética da Universidade de Oxford, onde dirige o laboratório que leva o seu nome. Ela também é financiada pelo Wellcome Trust e pelo European Research Council.
O seu laboratório pesquisa mecanismos neuroimunes subjacentes à obesidade. Ele identificou macrófagos associados a neurónios simpáticos (SAMs) que importam e metabolizam a norepinefrina, o que pode levar à redução da massa gorda. Num esforço colaborativo com a Universidade de Cambridge, Domingos desenvolveu uma nova classe de compostos anti-obesidade que poderiam evitar os efeitos colaterais prejudiciais dos tratamentos tradicionais.